# Matthieu Sprick
Matthieu Sprick, född 29 september 1981 i Sarreguemines, är en fransk professionell tävlingscyklist. Han tävlar för det nederländska stallet Skil-Shimano. Han blev professionell med stallet Bouygues Télécom 2004.

## Amatörkarriär
Som amatör vann fransmannen GP Demy-Cars i Luxemburg och etapp 5 på U23-tävlingen Ronde de l'Isard d'Ariège.

## Proffskarriär
Sprick tog sin första proffsseger samma år när han vann Tour du Doubs.
Han slutade på tredje plats i ungdomstävlingen i Tour de France 2006 och slutade på 51:a plats sammanlagt i tävlingen som vanns av amerikanen Floyd Landis, men när amerikanen åkte fast för dopning gick segern vidare till spanjoren Oscar Pereiro.
Efter den fjärde etappen på Tour de France 2007 blev Sprick utsedd till den mest offensiva cyklisten under etappen.
15 kilometer in på den första etappen av Tour de Langkawi 2008 attackerade Matthieu Sprick tillsammans med 19 andra cyklister. Men tre kilometer kvar av etappen attackerade han återigen och vann så den första etappen på tävlingen, vilket blev hans andra seger i karriären. Matthieu Sprick slutade två i tävlingens slutställning efter den moldaviska cyklisten Ruslan Ivanov.
Under säsongen 2009 slutade Matthieu Sprick på tredje plats på etapp 2 av Paris-Corrèze bakom Wesley Sulzberger och Julien Simon.

## Meriter
2003
1:a, Tour du Doubs
2006
51:a sammanställningen, Tour de France 2006
3:a, vita ungdomströjan
2007
1:a, efter etapp 4, offensivaste cyklisten, Tour de France 2007
2008
1:a, etapp 1, Tour de Langkawi
2:a, Tour de Langkawi
2009
3:a, etapp 2, Paris-Corrèze

## Stall
- Bouygues Télécom 2004–2010
- Skil-Shimano 2011–